# Alice, vévodkyně z Gloucesteru
Alice, vévodkyně z Gloucesteru (narozena jako Alice Christabel Montagu Douglas Scott; 25. prosince 1901, Montagu House – 29. října 2004, Kensingtonský palác) byla manželka Henryho, vévody z Gloucesteru, třetího syna krále Jiřího V. a královny Marie. Byla matkou prince Williama z Gloucesteru a prince Richarda, vévody z Gloucesteru.
Jakožto dcera sedmého vévody z Buccleuchu, největšího skotského pozemkového vlastníka, se sňatkem stala princeznou Spojeného království a švagrovou Eduarda VIII. a Jiřího VI. Byla tedy sňatkem tetou Alžběty II. Princezna Alice byla velmi zcestovalá, a to jak před sňatkem, tak po něm. V době své smrti ve věku 102 let byla nejdéle žijícím členem britské královské rodiny.

## Původ a mládí
Alice Christabel Montagu Douglas Scott se narodila o Vánocích 25. prosince roku 1901 v Montagu House v ulici Whitehall v Londýně jako třetí dcera a páté dítě Johna Montagu Douglase Scotta, hraběte z Dalkeithu (později vévody z Buccleuch a Queensberry), a jeho manželky, bývalé lady Margaret Alice „Molly“ Bridgemanové, dcery čtvrtého hraběte z Bradfordu. Její bratři Walter a William a synovec John byli konzervativními poslanci. Její první sestřenice, Marian Louisa, lady Elmhirstová, byla babičkou z otcovy strany Sarah, vévodkyně z Yorku, bývalé manželky Alicina prasynovce prince Andrewa, vévody z Yorku.
Alice byla potomkem Karla II. v mužské linii prostřednictvím jeho nejstaršího, ale nemanželského syna Jamese Scotta, 1. vévody z Monmouthu, který byl sám významnou politickou osobností v letech předcházejících slavné revoluci. Protože se narodila na Štědrý den, dostala druhé jméno Christabel.
Alice strávila většinu svého dětství na cestách mezi domy Boughton House v Northamptonshire, Drumlanrig Castle v Dumfries a Galloway a Bowhill ve Scottish Borders. Eildon Hall v Melrose ve Scottish Borders byl víceméně jejím hlavním domovem.
Zážitek, kdy se ve čtrnácti letech málem utopila, v Alici probudil smysl pro co nejlepší využití každého dne. Když se ocitla v proudu řeky Solway Firth, byla přesvědčena, že zemře, a modlila se k Bohu a prosila o zázrak, který by jí zachránil život výměnou za to, že se bude věnovat veřejné službě.
Alice navštěvovala soukromou dívčí školu St James's School ve West Malvernu v hrabství Worcestershire a později cestovala do Francie, Keni a Indie. Po škole ve West Malvernu strávila rok v Paříži. Alice ráda lyžovala, jezdila na koni a lovila, byla také zdatnou akvarelistkou. Její obraz namalovaný poblíž Archers Post v Keni je dnes součástí Královské sbírky. V Keni, kde pobývala více než rok, přibližně v letech 1929-1931, pobývala v oblasti typické pro takzvanou skupinu Happy Valley a setkala se s mnoha osobnostmi zmíněné skupiny, včetně Evelyna Waugha.

## Manželství

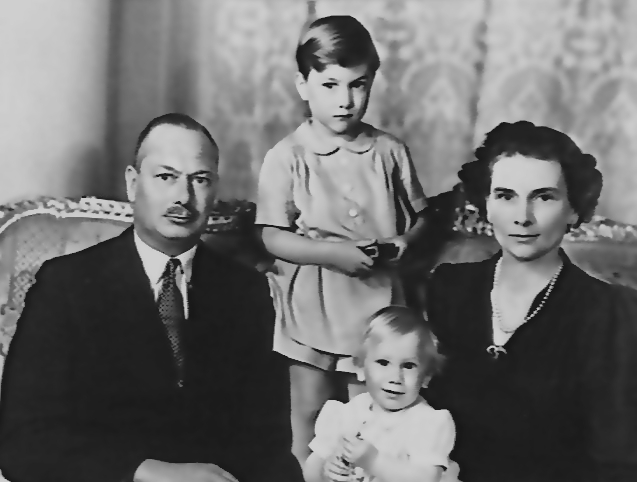
Vévoda a vévodkyně z Gloucesteru se svými syny, princem Williamem a princem Richardem, 1945

V roce 1935 se Alice vrátila do Spojeného království, když se dozvěděla, že se otcův zdravotní stav zhoršuje. V srpnu 1935 se lady Alice zasnoubila s princem Henrym, vévodou z Gloucesteru. Vzali se v soukromém obřadu v soukromé kapli Buckinghamského paláce 6. listopadu téhož roku. Původně byla plánována mnohem okázalejší svatba ve Westminsterském opatství, avšak poté, co vévoda z Buccleuchu zemřel 19. října 1935 na rakovinu, a s ohledem na zhoršující se zdraví samotného krále bylo rozhodnuto, že svatba bude omezena na soukromější událost. 
Její družičky byly její sestra Lady Angela Montagu-Douglas-Scott, neteř Lady Elizabeth Montagu-Douglas-Scott, Clare Phipps, Anne Hawkins, neteře jejího manžela princezna Alžběta, princezna Margaret, sestřenice Moyra Montagu-Douglas-Scott a sestřenice jejího manžela Lady Mary Cambridge. 
Přestože byl chladný a deštivý den, v ulicích od paláce až k nádraží se sešel dav, který podle odhadů čítal více než milion lidí, aby vyprovodil novomanžele na jejich svatební cestu. Od té doby byla často nazývána „zimní princeznou."
Zpočátku vévoda a vévodkyně z Gloucesteru bydleli v Královském pavilonu v Aldershotu, kde vévoda absolvoval armádní štábní kurz. Po abdikaci Eduarda VIII. v prosinci 1936 vévoda z Gloucesteru opustil armádu, aby se ujal více veřejných povinností.
Vévodkyně dvakrát potratila, než se jí narodili dva synové:
1. William z Gloucesteru (18. 12. 1941 Londýn – 28. 8. 1972 Staffordshire), amatérský pilot, tragicky zahynul při letecké nehodě, svobodný a bezdětný
2. Richard, vévoda z Gloucesteru (* 26. 8. 1944 Northampton) Dne 8. července 1972 se oženil s dánskou ženou Birgitte van Deurs Henriksenovou. Manželé měli později tři děti.

## Vévodkyně z Gloucesteru

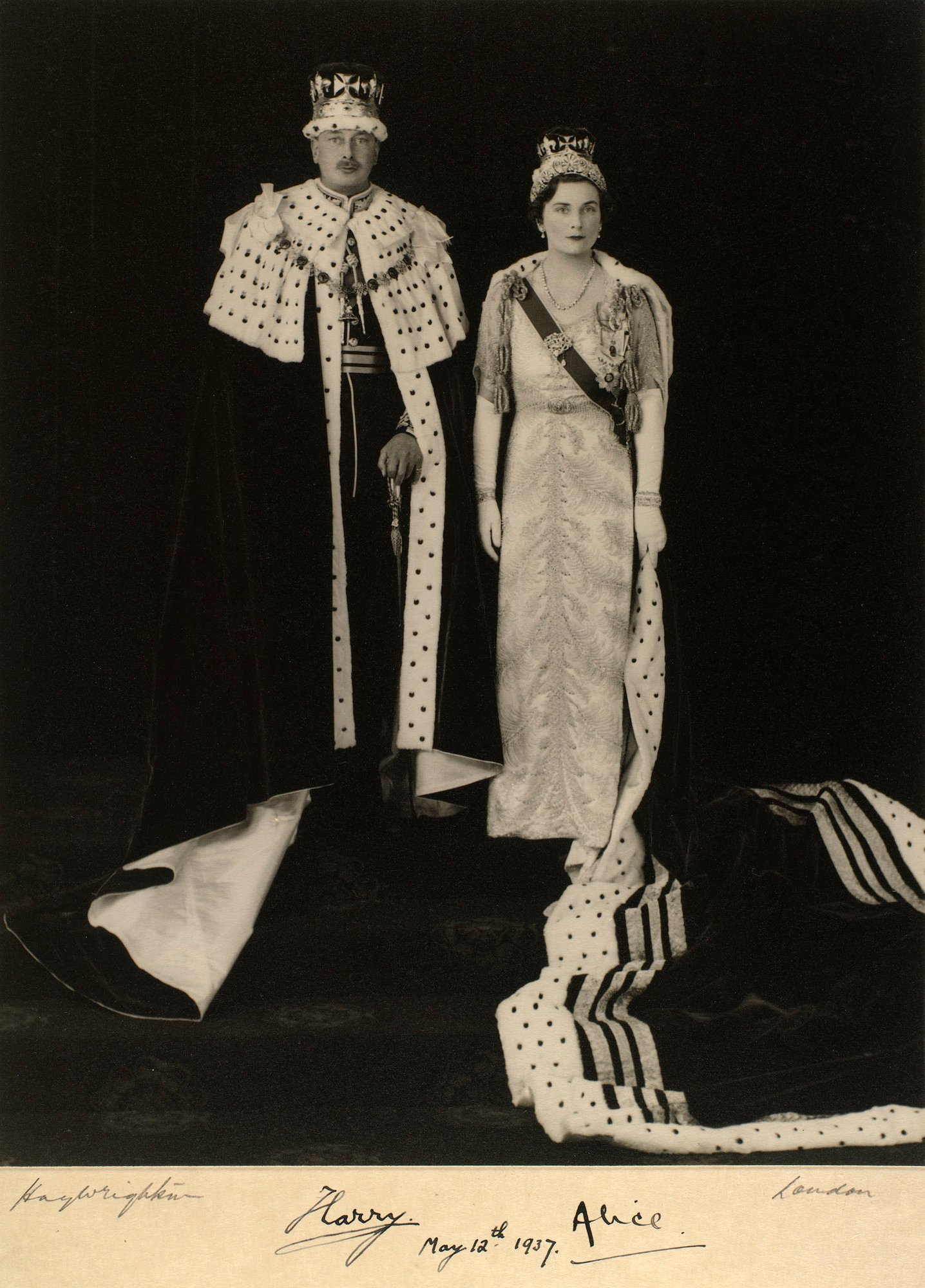
Princ Henry, vévoda z Gloucesteru a princezna Alice během korunovace krále Jiřího VI., 1937

Vévoda a vévodkyně z Gloucesteru hodně cestovali a ujali se mnoha povinností. Mezi veřejná vystoupení vévodkyně patřilo i spuštění lodi HMS Gloucester na vodu 19. října 1937. Během druhé světové války vévodkyně spolupracovala s Červeným křížem a Řádem svatého Jana. V roce 1939 se stala šéfkou ženského pomocného letectva (WAAF) jako Senior Controller, 12. března 1940 byla povýšena na Air Commandant a 4. března 1943 jmenována Air Chief Commandant, kdy převzala funkci ředitelky až do srpna 1944. Když se WAAF v roce 1949 změnilo na Ženské královské letectvo (WRAF), byla 1. února 1949 jmenována vrchní velitelkou letectva (obdoba leteckého vicemaršála). 1. září 1968 byla povýšena na maršála letectva a 23. února 1990 na vrchního maršála letectva v Královském letectvu. Působila také jako zástupkyně královny Alžběty, choti Jiřího VI., ve funkci vrchní velitelky ošetřovatelského sboru.
V letech 1945 až 1947 žili vévoda a vévodkyně z Gloucesteru v Canbeře, kde vévoda působil jako generální guvernér Austrálie. V roce 1939 přijeli z Nového Zélandu na návštěvu sestra a švagr vévodkyně, lady Angela Dawnayová a sir Peter Dawnay se synem Charlesem. V roce 1969 byli vévoda a vévodkyně pozváni na svatbu své neteře Moyry Dawnayové s Timothym de Zoete, vnukem kriketového hráče Hermana de Zoete.
Vévodkyně z Gloucesteru sloužila jako vrchní plukovník nebo zástupce vrchního plukovníka v tuctu pluků britské armády, včetně King's Own Scottish Borderers, Northamptonshire Regiment, 2nd East Anglian Regiment (Royal Lincolnshire and Northamptonshire's Own Duchess of Gloucester), Royal Anglian Regiment, Royal Hussars a Royal Irish Rangers (27th Inniskilling); také Royal Corps of Transport. Byla patronkou Girls' Day School Trust a od roku 1940 až do své smrti patronkou Queen Margaret College v Edinburghu.
V roce 1965, když se vévoda a vévodkyně vracela z pohřbu Winstona Churchilla v jejich autě, vévoda utrpěl mrtvici, která vyústila v autonehodu, při níž byl vévoda vymrštěn z auta a vévodkyně utrpěla zranění v obličeji. Při té příležitosti napsala: „Seděla jsem vedle něj, abych chytila volant nebo šlápla na brzdu, kdyby usnul a ztratil kontrolu, ale při té příležitosti jsem asi sama usnula. Vůz zřejmě sjel ze silnice (a) skončil vzhůru nohama v poli se zelím. Princ Henry byl naštěstí vržen otevřenými dveřmi ven... do (pichlavých) kopřiv a ostružiní."
V roce 1972 zahynul při leteckém neštěstí vévodkynin starší syn, princ William, který se účastnil amatérského leteckého závodu. Její manžel byl v době synovy smrti v tak špatném zdravotním stavu, že vévodkyně váhala, zda mu to má říci, a později ve svých pamětech přiznala, že mu to neřekla, ale že se o Williamově smrti mohl dozvědět z televizních zpráv. Vévoda z Gloucesteru zemřel 10. června 1974 ve věku 74 let.

## Pozdější léta života a smrt
V roce 1975 byla princezna Alice jako první žena jmenována Dame Grand Cross of the Order of the Bath. V roce 1981 poprvé vydala své paměti pod názvem The Memoirs of Princess Alice, Duchess of Gloucester. V roce 1991 vydala revidované vydání pod názvem Memories of Ninety Years.
V roce 1994, poté, co se její rodina musela z finančních důvodů vzdát panství Barnwell, se Alice přestěhovala z Barnwellu do Kensingtonského paláce, kde žila se současným vévodou a vévodkyní z Gloucesteru. Ve věku 98 let oficiálně odešla do důchodu. V roce 1999 vévoda vydal tiskové prohlášení, v němž oznámil, že jeho matka již nebude kvůli své fyzické slabosti vykonávat veřejné povinnosti mimo okolí Kensingtonského paláce. V červenci 2000 vévoda v dalším prohlášení uvedl, že jeho matka „stále více zapomíná."
V prosinci 2001 uspořádala královská rodina slavnostní ceremoniál na počest 100. narozenin princezny Alice. Toto bylo její poslední veřejné vystoupení (stejně jako poslední veřejné vystoupení princezny Margaret, královniny mladší sestry, která zemřela 9. února 2002). Po smrti královny Alžběty, královny matky, v březnu 2002, kdy jí bylo 101 let, se princezna Alice stala nejstarším žijícím členem britské královské rodiny. Dne 21. srpna 2003 princezna Alice překonala rekord královny matky jako nejstarší osoba v historii britské královské rodiny, když dosáhla věku 101 let a 238 dní. 20. září 2003, ve věku 101 let a 269 dní, pokořila Guinnessův rekord jako nejdéle žijící královská osoba všech dob, čímž překonala Leonillu, kněžnu ze Sayn-Wittgensteinu.

## Smrt
Večer 29. října 2004 zemřela princezna Alice ve spánku na srdeční selhání v Kensingtonském paláci ve věku 102 let a 309 dní. Po její smrti vlála v Buckinghamském paláci vlajka Union Jack na půl žerdi. Její pohřeb se konal 5. listopadu 2004 v kapli svatého Jiří ve Windsoru a byla pohřbena vedle svého manžela prince Henryho a staršího syna prince Williama na královském pohřebišti ve Frogmore. Pohřbu se zúčastnila Alžběta II. a další členové britské královské rodiny. 2. února 2005 se v St Clement Danes konala vzpomínková bohoslužba, které se zúčastnil její syn s rodinou a zástupci organizací, v nichž se princezna Alice angažovala; bohoslužbu koordinovalo Královské letectvo s ohledem na roli princezny Alice jako vrchní velitelky WRAF.

## Vyznamenání

### Britská vyznamenání
- dáma velkokříže Nejctihodnějšího řádu sv. Jana Jeruzalémského – 1936 [1]
- společník Řádu indické koruny – 9. června 1937[2][3]
- dáma velkokříže Řádu britského impéria – 11. května 1937[3]
- dáma velkokříže Královského Viktoriina řádu – 1. ledna 1948[3]
- dáma velkokříže Řádu lázně – 2. dubna 1975[3][4]
- Královský rodinný řád Jiřího V. – 1935
- Královský rodinný řád Jiřího VI. – 1937
- Královský rodinný řád Alžběty II. – 1952

### Zahraniční vyznamenání
- velkokříž Řádu rumunské koruny – Rumunsko, 1938
- velkostuha Řádu ctností – Egypt, 1950
- velkokříž Řádu královny ze Sáby – Etiopské císařství, 1958